# FK 오빌리치

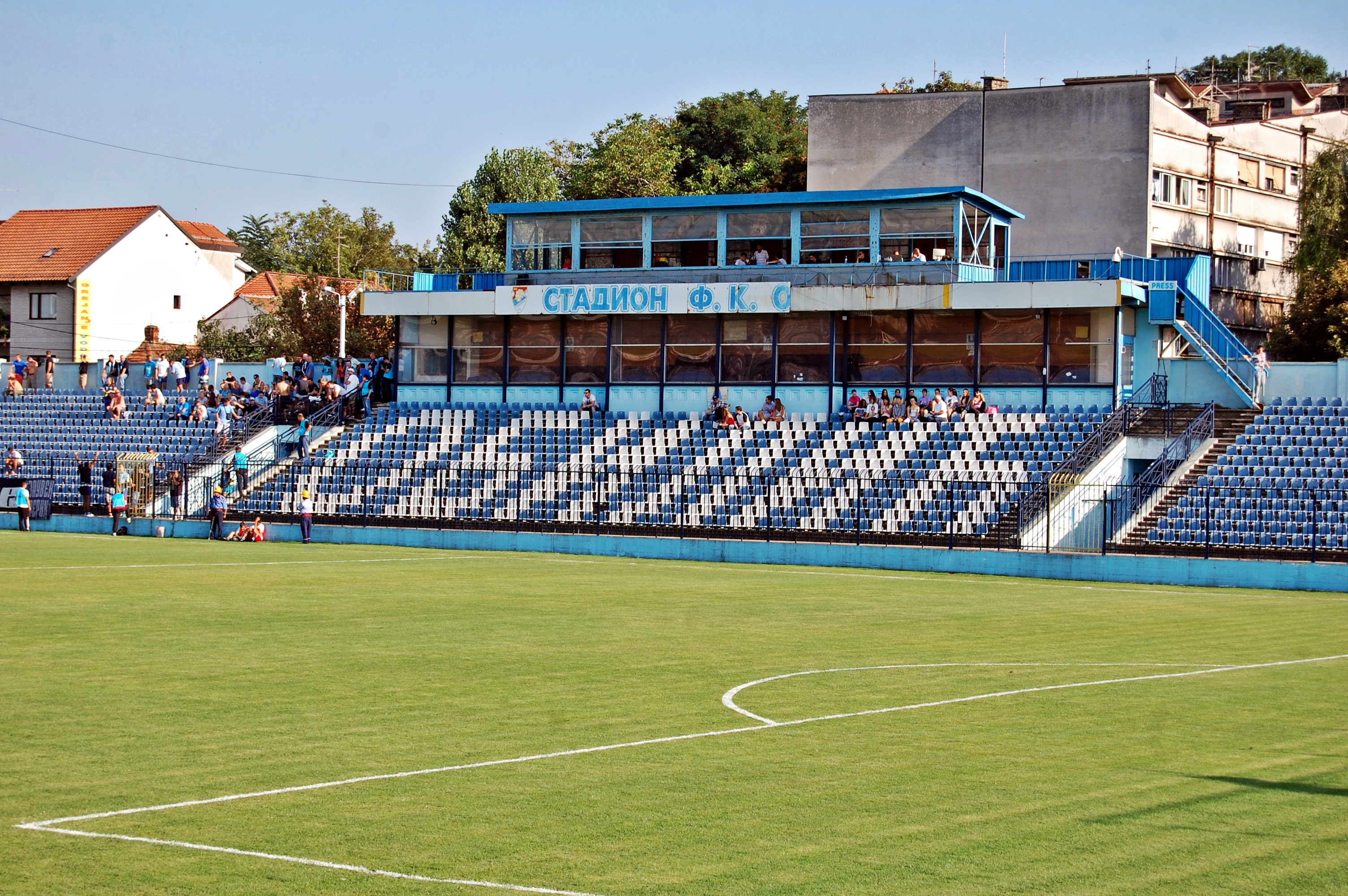

FK 오빌리치(FK Obilić)는 세르비아의 수도인 베오그라드를 연고로 하는 축구팀이다. 이 팀은 1924년에 창단되었으며, 현재 세컨드 베오그라드 리그에 출전하고 있다.

## 역대 감독
| 감독                    | 임기        |
| ----------------------- | ----------- |
| 드라고슬라브 셰쿨라라츠 | 1998 ~ 2000 |
| 네보이샤 부치체비치     | 2006        |